# Kontrapunkt (film)
Kontrapunkt – polski film dokumentalny z 1985 r., będący reżyserskim debiutem Piotra Łazarkiewicza.